# Lobophytum rigidum
Lobophytum rigidum is een zachte koraalsoort uit de familie Alcyoniidae. De koraalsoort komt uit het geslacht Lobophytum. Lobophytum rigidum werd in 1995 voor het eerst wetenschappelijk beschreven door Benayahu. 